# Der Bozen Krimi
Der Bozen krimi est une série télévisée allemande créée par Jürgen Werner, réalisée par Marcus Ulbricht et diffusée depuis le 29 janvier 2015 sur ARD.
Cette série est inédite dans tous les pays francophones.

## Synopsis
Les enquêtes du Commissaire Schwarz à Bolzano, au nord de l'Italie.

## Distribution
- Chiara Schoras (de) : commissaire Sonja Schwarz
- Marion Mitterhammer : médecin légiste Chiara Bonetti
- Floriane Daniel (de) : médecin légiste Heidi Grüner
- Gabriel Raab (de) : enquêteur Jonas Kerschbaumer
- Tobias Oertel (de) : commissaire en chef Matteo Zanchetti
- Xaver Hutter (de) : Thomas Schwarz, veuf de Sonjas
- Charleen Deetz : Laura Schwarz, belle-fille de Sonjas
- Lisa Kreuzer : Katharine Matheiner, belle-mère de Sonjas
- Hanspeter Müller-Drossaart : Peter Kerschbaumer, père de Jonas Kerschbaumer
- Ulli Maier : Martina Kronstadt
- Thomas Sarbacher (de) : Francesco Rossi, mafioso

## Épisodes
1. Wer ohne Spuren geht (2015)
2. Das fünfte Gebot (2016)
3. Herz-Jesu-Blut
4. Am Abgrund (2017)
5. In der Falle
6. Leichte Beute (2019)
7. Falsches Spiel
8. Mörderisches Schweigen
9. Gegen die Zeit
10. Blutrache (2020)
11. Tödliche Stille
12. Zündstoff
13. Mord am Penser Joch (2021)
14. Verspieltes Glück (2022)
15. Vergeltung
16. Familienehre
17. Weichende Erben (2023)
18. Die Todsünde
19. Mein ist die Rache (2024)
20. Geheime Bruderschaft